# 永平福德宮
25°05′29″N 121°30′11″E / 25.091374°N 121.503122°E
永平福德宮，又名三角埔福德宮，是位於臺灣臺北市士林區永倫里、社子國小校園內的土地祠，為臺北市政府同意學校與佔用校地的寺廟共存的首例。

## 沿革
永平福德宮建於1763年 。1901年，社子庄長陳歡瀾向台北廳提出設立分校申請，在此廟旁建立八芝蘭公學校社仔分校（今臺北市士林區社子國民小學）。
原先廟身為小型的土地公廟，中臺灣、南臺灣的移民來此定居後，以該廟為精神上的寄託，生活安定後以建廟作為回饋，擴大廟身。1983年改建為現代化建築
，占地面積為236.338平方公尺，位在社子國小後門。
社子國小在1948年時學生數僅800多人，至1980年代已越4000人，校地陸續不斷徵收擴大。教育局報准徵收鄰近1000多坪土地作為學校預定地，因此校方自1983年開始要求佔有校地的永平福德宮搬遷。在1984年5月25日拆除期限前，社子出身的議員陳勝宏就去找市長楊金欉陳情。同月23日，楊金欉指示教育局長毛連塭，暫緩拆除該廟。
民政局於1995年表示永平福德宮缺乏成為古蹟的理由，無保存必要，教育局於是積極協調拆遷。而廟方為了讓廟能夠久存，決議將該廟無償送給社子國小作為鄉土文化教材館。1996年4月29日，時任市長的陳水扁在市議員陳政忠、陳正德、國代陳建銘、教育局長吳英璋、地方人士陪同下來廟地視察。當日，陳水扁裁示收回廟宇做為市產，但由廟方繼續管理。
此裁示創下臺北市政府同意學校與占用市產的寺廟能共存的首例。同一年臺北市政府亦首次用《文化資產保存法》以保護珍貴老樹的理由來保存東門里福德宮。陳水扁在1996這年陸續同意士林德和宮的重建、保存了西寒寺、臨濟護國禪寺。
後來，臺北市政府停管處要在社子國小闢建停車場，規定社中街與延平北路六段258巷兩側要退縮3.64公尺以做人行道，但因人行道要避開永平福德宮，無緩衝空間。此問題受市議員陳政忠關心。市府都市發展局長許志堅在2008年3月26日到場了解後表示，決定人行道只做到廟身北側，之後從校園後門繼續開始做，朝打通巷道方式進行。

## 圖集
- 碑寫為乾隆二十八年所建。由先民陳乞來自福建，奉神尊渡台。1983年陳乞來之後人、原台北縣議員陳彩戀捐獻190萬，且經地方人士共同協力，以修建廟宇。
- 延平北路六段258巷的廟門。
- 門牌為延平北路六段258巷70號。
- 香爐寫廟名為「三角埔福德宮」、屬於永倫里。